# Blavignac
Blavignac är en kommun i departementet Lozère i regionen Occitanien i södra Frankrike. Kommunen ligger i kantonen Saint-Chély-d'Apcher som tillhör arrondissementet Mende. År 2022 hade Blavignac 257 invånare.

## Befolkningsutveckling
Antalet invånare i kommunen Blavignac
| Referens: INSEE |